# Вагнер, Петер (музыкант)
Петер «Пиви» Вагнер (нем. Peter «Peavy» Wagner; род. 22 декабря 1964) — немецкий рок-музыкант, лидер группы Rage.

## Биография
Пиви родился в Руре в семье учителей. Его отец Пауль играл в ансамбле, исполнявшем музыку Ренессанса. Две его сестры и брат также занялись музыкой. Пиви освоил классическую гитару. В детстве он был поклонником The Beatles и The Police, затем переключился на британский хэви-метал (Motorhead, Judas Priest). Под впечатлением от игры Лемми Килмистера перешёл на бас-гитару.
В 1983 году Пиви стал основателем хэви-метал-группы Avenger, впоследствии поменявшей название на Rage. В этой группе он остается по сей день поющим басистом и автором значительной части песен. В 1999 году Пиви оказался единственным из участников Rage, кто отказался распускать группу и продолжил работу, набрав новый состав.
Он также был одним из основателей группы Mekong Delta, но покинул её ещё до выхода дебютного альбома. Сотрудничал с Акселем Руди Пеллем и Маркусом Гросскопфом (Helloween), участвовал в различных сборниках.
| Музыкант (гитара, бас-гитара, вокал), композитор, продюсер. Родился в сердце Рурской области Германии 22 декабря 1964 года. С 19 лет выступает, как профессиональный музыкант. В 1983 Пиви создает группу Avenger, которая в 1986 переростает в Rage. Помимо Rage, Пиви можно часто услышать в других проектах в качестве гостевого музыканта. В свободное от музыки время, Пиви занимается своим хобби - собиранием костей и черепов. |

Питер "Пиви" Вагнер (Peter "Peavy" Wagner) родился 22 декабря 1964 года в самом сердце Рурской области Германии (ближайшие крупные города - Дортмунд, Эссен и Дуйсбург) и начал своё знакомство с музыкой в достаточно раннем возрасте. Его родители, оба - учителя, были настоящими музыкантами. Отец Питера - Пауль Вагнер (Paul Wagner) - был лидером группы, которая любила и играла музыку в стиле Ренессанс. Поэтому Пиви, его брат и две сестры познакомились с классическими музыкальными инструментами и хоровой музыкой ещё в детстве. Примечательно, что вскоре Питер решил всерьёз заняться классической гитарой. После нескольких лет занятий под руководством достаточно известного преподавателя Дортмундского музыкального университета Дирка Здебеля (Dirk Zdebel) Пиви наскучило играть произведения старых мастеров и он начал писать песенки, наигрывая их на свежеприобретённой электрической гитаре.
Прозвище "Пиви", ставшего, можно сказать, основным именем, Питер получил, учась в школе. Как-то раз, учительница английского устроила контрольную, сдавая которую Питер Вагнер подписал своими инициалами - P.W. На следующем уроке, объявляя результаты, учительница спросила: "А кто у нас тут Пи.Ви.?". С тех пор за ним так и приклеилось это прозвище. Впоследствии Пиви стал писать своё второе имя почти также, как и название уже достаточно известной в то время фирмы, специализирующейся на выпуске музыкального оборудования - Peavey. При чём прозвище настолько сильно укрепилось за ним, что даже иногда, представляясь по телефону своим настоящим именем, Питера спрашивают: "Кто-кто, простите?". Ему приходится говорить: "Да это Пиви!" :) "А-а-а, Пиви, привет!..."
Первыми группами, которые произвели впечатление на Питера, были The Beatles и Police, затем Rush, Motorhead и Sex Pistols, и, конечно же, герои Новой Волны Британского Хэви Метала - Judas Priest, Iron Maiden и другие их современники. Так тяжелая рок-музыка, начавшая своё формирование на рубеже 70-х и 80-х годов получила название "Хэви Метал" и вполне логично, что своей первой группе Пиви дал название "Dark Lights". Через некоторое время, находясь под невероятным впечатлением от игры Лемми Килмистера из Motorhead, Питер решает переключиться с гитары на бас. Кроме нескольких фотографий и концертных записей ужаснейшего качества, никаких других следов творчества Пиви и Ко. в те далёкие дни, не осталось. В силу этого, ни одна из этих записей не была выпущена. А в 1983 году Йохен Шродер, Альф Мейерраткен и Пиви Вагнер образовали группу AVENGER, которая и является прародителем RAGE.
Кроме своей основной творческой деятельности в RAGE, в середине 80-х, Пиви Вагнер также принял участие в нескольких сторонних проектах. Прежде всего следует вспомнить панк-группу "Der Riss", в которой кроме Пиви приняли участие Йорг Майкл и Джеральд Вилькес (сейчас концертный менеджер RAGE). Пиви играл на гитаре, Йорг на ударных, а мистер Вилькес отвечал за бас. Однако, данный проект просуществовал недолго и успел выпустить лишь одну пластинку в 1983 году на фирме Wishbone Records под названием "They all do...image". Достать этот винил сейчас практически невозможно - пластинка стала настоящим раритетом. Дальше стоит упомянуть известную группу Mekong Delta - одну из прародителей современного прог-метала, с которой Пиви проработал с 1985 до 1987 года, в качестве гитариста на первых двух демо , а затем в качестве вокалиста и автора текстов на двух первых альбомах - "Mekong Delta" 1985 и "The Music of Erich Zann" 1986. К сожалению, взгляды на дальнейшее творческое развитие группы между лидером и основателем Mekong Delta Ральфом Хубертом и Питером Вагнером разошлись. Пиви хотел быть лидер вокалистом, а Ральф считал, что голос Вагнера совершенно не подходит к музыке группы.
Также, но очень редко, Пиви принимает участие в записи некоторых альбомов в качестве гостевого музыканта. Среди таких проектов, стоит упомянуть участие Питера в записи альбома Акселя Руди Пелля "Black Moon Pyramid" в качестве гостевого бас-гитариста, на альбоме группы GB ARTS в качестве гостевого вокалиста, на альбоме German Rock Project "Let Love Conquer The World" и, несомненно, следует отметить его участие в записи легендарного новогоднего проекта - X-Mas Project, где Пиви не только спел две песни, но и поиграл на бас гитаре.